# Miquel Ferrer i Garcés
Miquel Ferrer i Garcés(Aitona, Segrià, 1817 - Lleida, 1896) fou un advocat i polític català, germà del prestigiós metge Ramon Ferrer i Garcés. Diputat a Corts i governador civil de Barcelona durant el sexenni democràtic.
Membre del Partit Republicà Democràtic Federal de Francesc Pi i Margall, participà en la revolució de 1868, i a les eleccions generals espanyoles de 1869 fou elegit diputat a Corts per la circumscripció de Lleida. Quan es proclamà la Primera República Espanyola fou nomenat governador civil de Barcelona, càrrec des del qual donà suport la Proclamació de l'Estat Català de Baldomer Lostau del 5 al 7 de març de 1873. Poc després fou nomenat director general d'Instrucció Pública i dels Registres de la Propietat i del Notariat. Quan triomfà la restauració borbònica el 1874 es retirà a la vida privada.